# Dimarella (Pachyleon) blohmi
Dimarella (Pachyleon) blohmi is een insect uit de familie van de mierenleeuwen (Myrmeleontidae), die tot de orde netvleugeligen (Neuroptera) behoort. 
Dimarella (Pachyleon) blohmi is voor het eerst wetenschappelijk beschreven door Stange in Miller & Stange in 1989.